# Phineas Gage
Phineas P. Gage (condado de Grafton, 9 de julio de 1823-San Francisco, 21 de mayo de 1860) fue un obrero estadounidense de ferrocarriles, quien debido a un accidente sufrió daños severos en el cerebro, específicamente en parte del lóbulo frontal. Gage sufrió cambios notorios en su personalidad y temperamento, lo que se consideró prueba de que los lóbulos frontales eran los encargados de procesos relacionados con las emociones, la personalidad y las funciones ejecutivas en general.

## Historia

### Accidente

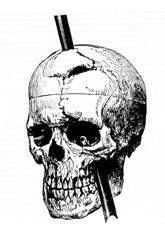
Trayectoria de la barra a través del cráneo, según Harlow.

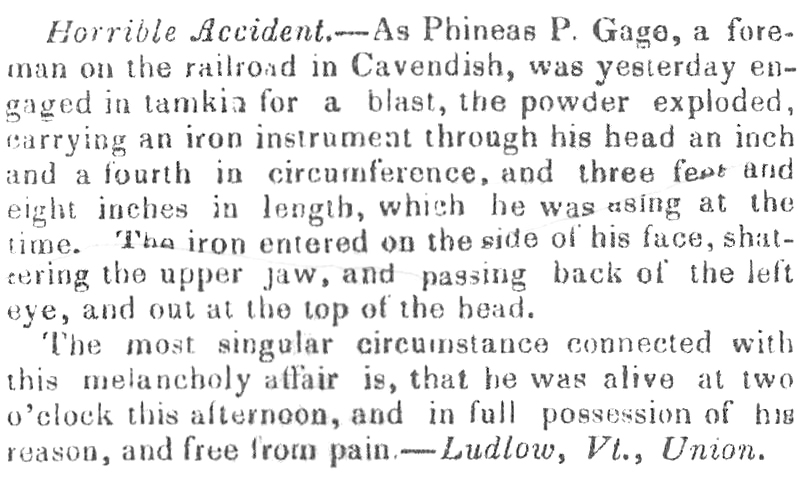
Noticia en el Boston Post del 21 de septiembre de 1848.

El 13 de septiembre de 1848, Gage dirigía un grupo de trabajo que estaba volando rocas para la construcción de la vía de ferrocarril Rutland & Burlington, al sur de la localidad de Cavendish (Vermont). Para ello preparaba las detonaciones perforando un agujero en la roca, añadiendo explosivos, un detonador y arena, para terminar compactando esta carga con una barra de hierro. Gage estaba realizando estas tareas alrededor de las 16:30 horas cuando (posiblemente porque se le olvidara añadir la arena), se creó una chispa al contacto entre el hierro y la roca que provocaría la explosión de la pólvora, expeliendo la barra fuera del agujero —de alrededor de 1,1 m de longitud (3 pies y siete pulgadas) y 3,2 cm de diámetro (1¼ pulgadas)—, la cual atravesó el cráneo de Gage, «entrando por el lado [izquierdo] de la cara [de Gage] [...] pasando por detrás del ojo izquierdo y saliendo por la parte superior de la cabeza».
Gage se mantuvo consciente en todo momento del accidente, es así que fue capaz de describirle a los doctores que le atendieron como sucedió el hecho. Fue atendido por dos médicos, el doctor Edward Higginson Williams y el doctor John Martyn Harlow, el cual tras la muerte de Gage se dedicó al estudio de su cerebro y cómo la lesión había afectado a este.

### A primera vista: un milagro médico
Sorprendentemente Gage no solo sobrevivió al accidente, sino que se mantuvo consciente en todo momento. La crónica de la época relata incluso que habló a los pocos minutos. Después del accidente lo llevaron en una carreta varios kilómetros hasta el hotel de Joseph Adams en Cavendish. El doctor Edward Higginson Williams fue el primer médico en llegar. Gage le recibió sentado en un silla: Doctor, aquí hay trabajo para usted. Una hora después, el doctor John Martyn Harlow hizo acto de presencia; este último proporcionó la atención médica que permitiría que Gage sobreviviese al accidente.
Sobrevivir a una explosión y a una herida como esa con la rudimentaria medicina de la época y seguir siendo capaz de caminar y hablar racionalmente es sorprendente. No menos sorprendente es que dos meses después el doctor Harlow consideraría que Gage estaba completamente recuperado, dándole el alta.

### La realidad: Gage ya no era Gage
Podemos entresacar lo que ocurrió a partir del relato que el doctor Harlow preparó veinte años después. Como ya hemos dicho, la recuperación física de Gage fue completa. Sin embargo, en palabras del propio Harlow el equilibrio entre su facultad intelectual y sus propensiones animales se había destruido. Tras pasar la fase aguda, Gage se volvió irregular, irreverente, blasfemo e impaciente. A veces era obstinado cuando le llevaban la contraria, pero pese a que continuamente estaba pensando en planes futuros los abandonaba mucho antes de prepararlos, y era muy bueno a la hora de encontrar siempre algo que no le convenía. Esto contrastaba con el hecho de que previamente al accidente era un hombre responsable.

### Vida posterior

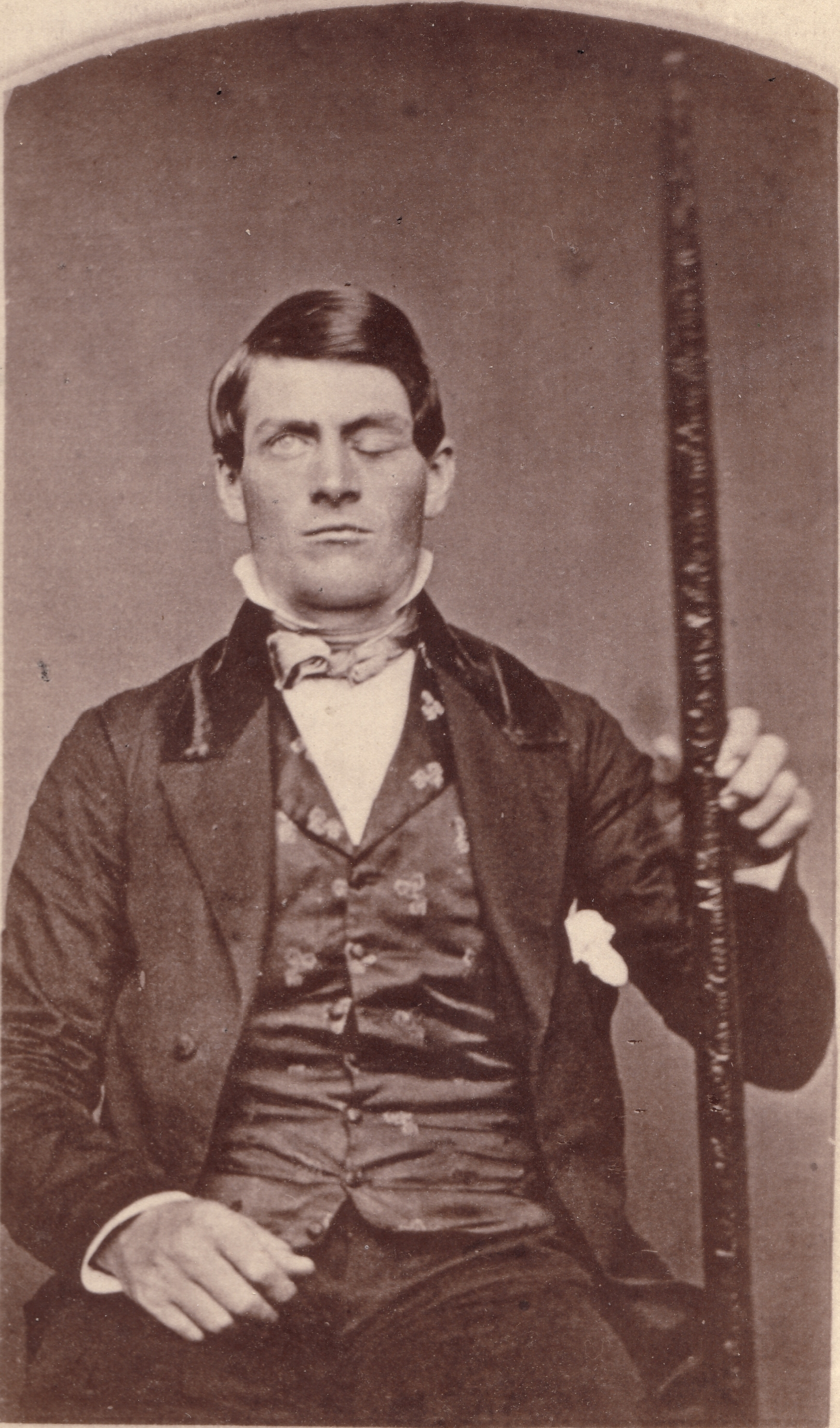
Retrato de Phineas Gage

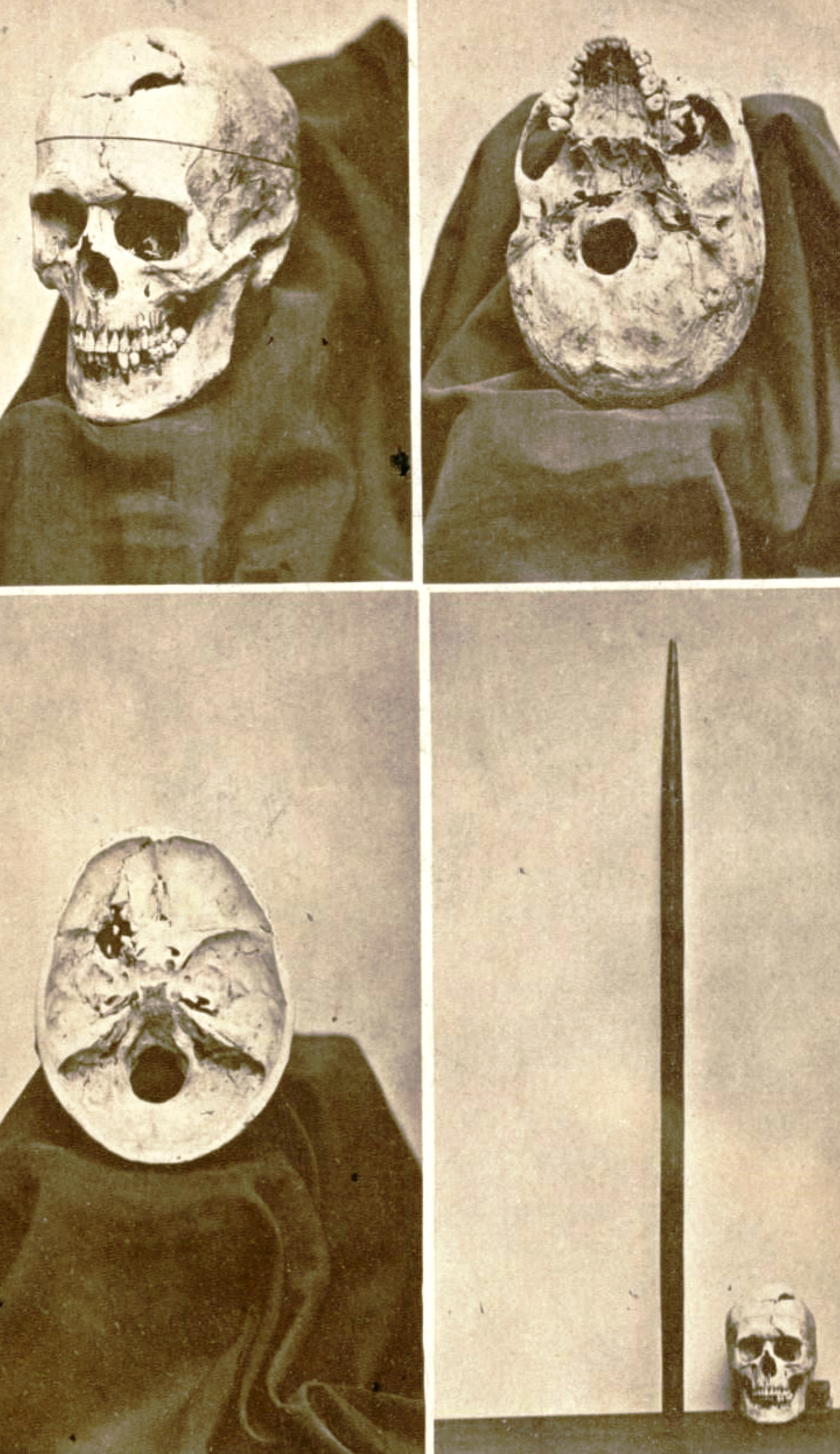
La calavera de Gage —serrada para mostrar el interior— y la barra de hierro, fotografiados por Harlow en 1868

Tras el accidente Gage mostró síntomas como fiebre ocasionada por la inflamación, sin embargo, al poco tiempo superó todos estos síntomas y empezó a mostrar un cambio en su actitud y personalidad pasando de ser una persona bondadosa a mostrar una actitud arrogante según sus conocidos. Como consecuencia del accidente Gage sufrió obvias secuelas físicas, sin embargo, fue capaz de continuar con su vida. Consiguió varios trabajos y viajó por Nueva Inglaterra y Chile, donde vivió unos años, siempre acompañado por la barra de metal que lo atravesó.
Tras su vida en Chile, Phineas regresó a los Estados Unidos para instalarse en casa de su madre y su hermana. Fue allí donde falleció en 1860 tras sufrir una serie de convulsiones.
Tanto el cráneo como la barra de hierro se conservan en el museo de medicina de la Universidad de Harvard.

## Importancia del caso para las neurociencias
Este caso está considerado como una de las evidencias científicas más importantes en la investigación del lóbulo frontal y cómo este interviene en el ámbito de la personalidad, emoción e interacción social, así como en el estudio del comportamiento y en el ámbito de la neurociencia.
Los sucesos que Phineas Gage experimentó supusieron que, ante la idea de que el córtex era una estructura homogénea en la que no se diferenciaban funciones, distintas personalidades del ámbito científico se comenzaran a cuestionar la veracidad de dicha afirmación. En 1868 el Doctor Harlow presentó ante la Reunión Anual de la sociedad Médica de Massachusetts un informe en el que por primera vez hablaba de los cambios en el comportamiento que había sufrido Gage tras el aparatoso accidente, en el que se señalaba que pasó a ser una persona caprichosa y arrogante que se dejaba guiar por sus deseos, definición que no correspondía a su personalidad con anterioridad del accidente.
Sin embargo, el artículo del Doctor Harlow no tuvo mucho impacto. Fue el doctor David Ferrier quien volvió a retomar el caso en un artículo llamado La localización de las enfermedades cerebrales, en el que analizaba el caso de Phineas Gage y de la ciencia neuroanatómica en su contexto histórico. Más tarde Franz Josep Gall estudió las distintas partes del cerebro; dicho estudio fue perfeccionado posteriormente por Marie Jean Pierre Flourens.
El neurólogo Antonio Damásio ha estudiado en profundidad el caso de Phineas Gage así como otros casos similares. En el «marcador somático» sugiere que existe una relación entre los lóbulos frontales, la emoción y la toma de decisiones. Así mismo considera este caso como histórico por creer que fue el comienzo del estudio de la base biológica del comportamiento. También la investigadora Hanna Damásio ha profundizado en el conocimiento del caso de Phineas y en la localización de sus lesiones utilizando los restos del cráneo y la barra para hacer una simulación por ordenador de la posible trayectoria de esta, concluyendo que la barra había afectado la zona medial de ambos lóbulos frontales.
El caso de Gage también es un pilar básico en el concepto de funciones ejecutivas. Las funciones ejecutivas son aquellas que nos permiten dirigir nuestra conducta hacia un fin e incluyen la capacidad para planificar, llevar a cabo y corregir nuestra conducta